# Richard Degener
Richard Degener (n. 14 martie 1912, Detroit, Michigan, SUA – d. 24 august 1995, Grand Rapids, Michigan, SUA) a fost un săritor în apă ce a reprezentat Statele Unite ale Americii, medaliat olimpic. A participat la 2 ediții ale Jocurilor Olimpice (1932, 1936) în care a câștigat o medalie de aur și o medalie de bronz.